# Walter Johannes Schröder
Walter Johannes Schröder (* 12. Mai 1910 in Dahmen; † 28. Januar 1984 in Mainz) war ein deutscher Philologe, Schriftsteller und Hochschullehrer, der zur deutschen Literatur des Mittelalters forschte.

## Leben
Walter Johannes Schröder war ein Sohn des Kaufmanns	Martin-Wilhelm Schröder (1880–1960) und dessen Frau Lucie, geb. Weise (1886–1970). Er besuchte 1919–1923 die Mittel- und Oberrealschule in Kiel und dann bis 1929 die Oberrealschule in Rostock. 1929–1934 absolvierte er ein Studium in den Fächern Germanistik, Geschichte und Volkskunde an den Universitäten in Rostock und Hamburg. 1935 erfolgte an der Universität Rostock die Promotion zum Dr. phil. mit der Dissertation Fritz Stavenhagens Bauernkomödie ‚De dütsche Michel‘. Entstehungsgeschichte und Würdigung nach Form und Gehalt und zudem das Staatsexamen für das höhere Lehramt. Nach einer Zeit als Referendar war er bis 1937 Wissenschaftliche Hilfskraft am Stadtarchiv Rostock. Im selben Jahr wechselte er an die Universität als Assistent zu Hermann Teuchert und Mitarbeiter bei dessen Projekt Mecklenburgisches Wörterbuch und dem Seminar für ältere und deutsche Philologie. Ab 1940 war er im Kriegsdienst in einem Infanterieregiment, zuletzt als Leutnant der Reserve.
Nach dem Zweiten Weltkrieg war er Lehrbeauftragter an der Universität Rostock. 1947 folgte die Habilitation bei Hermann Teuchert mit der Schrift ‚Zwivel‘. Eine geistesgeschichtliche Studie über Wolfram von Eschenbachs Parzival und die Tätigkeit als Dozent für Ältere deutsche und niederdeutsche Philologie. Nach einer durch das zuständige Staatssekretariat der DDR verweigerten Berufung als Professor an die Universität Jena kündigte er 1952 und übersiedelte nach Frankfurt am Main. Ab Mai 1952 war er Wissenschaftlicher Assistent an der Universität Frankfurt, 1954/55 Vertretungsprofessor für Deutsche Philologie an der Universität Mainz und ab März 1958 in Frankfurt außerplanmäßiger Professor für Deutsche Philologie. Ab Oktober 1959 war er für ein Semester Lehrstuhlvertreter an der FU Berlin.
Ab 1960 war Schröder bis zu seiner Emeritierung 1978 ordentlicher Professor für Deutsche Philologie am Deutschen Institut der Philosophischen Fakultät der Universität Mainz. Gastprofessuren hatte er 1965 am Middlebury College in Vermont, USA und 1969 in Neuseeland und Australien.
Walter Johannes Schröder war seit 1939 verheiratet mit seiner Kommilitonin, der Historikerin Gertrud Lembke (1908–2006). Gertrud Schröder-Lembke war 1951 die zweite Habilitandin, die an der Universität Rostock habilitiert wurde. Das Paar bekam drei Kinder.

## Funktionen
- 1955–1971: Sekretär und Schatzmeister des Deutschen Germanistenverbandes
- 1962–1963: Dekan, Universität Mainz, Philosophische Fakultät
- 1972–1983: Vizepräsident der deutschen Sektion der Internationalen Artusgesellschaft
- 1974–1981: Mitherausgeber Deutsche Studien

## Schriften (Auswahl)
- Fritz Stavenhagens Bauernkomödie ‚De dütsche Michel‘. Entstehungsgeschichte und Würdigung nach Form und Gehalt. (= Form und Geist; 35). Eichblatt, Leipzig 1935, zugleich Dissertation Rostock 1934.
- Fritz Stavenhagen. Leben und Werk. Wachholtz, Neumünster i. H. 1937.
- Das mecklenburgische Schrifttum. In: Mecklenburg, ein deutsches Land im Wandel der Zeit. Hinstorff, Rostock 1938.
- Wo lag der älteste Rostocker Seehafen und der Danskeborg. In: Beiträge zur Geschichte der Stadt Rostock. Band 21, 1939, S. 20–28, (LBMV).
- Die deutsche Literatur des späten Mittelalters. Lutzeyer, Bad Oeynhausen 1947.
- ‚Zwîvel‘. Eine geistesgeschichtliche Studie über Wolfram von Eschenbachs Parzival. Habilitationsschrift, Rostock 1947 (RosDok).
- Der Ritter zwischen Welt und Gott. Idee und Problem des Parzivalromans Wolframs von Eschenbach. Böhlau, Weimar 1952.
- Der dichterische Plan des Parzivalromans. Niemeyer, Halle/Saale 1953.
- Das Nibelungenlied. Versuch einer Deutung. Niemeyer, Halle/Saale 1954.
- Spielmannsepik. (= Sammlung Metzler; 19). Metzler, Stuttgart 1962. (2. verbesserte Auflage, 1967)
  - Neuauflage (= Wege der Forschung; 385), Wiss. Buchges, Darmstadt 1977, ISBN 3-534-06130-6.
- Die Soltane-Erzählung in Wolframs Parzival. Studien zu Darstellung und Bedeutung der Lebensstufen Parzivals. Winter, Heidelberg 1963.
- Das deutsche Versepos. (Hrsg.) Wiss. Buchges., Darmstadt 1968.
- Wolfram von Eschenbach: Willehalm. Titurel. Text, Nacherzählung, Anmerkungen und Worterklärungen. (mit Gisela Hollandt), Wiss. Buchges., Darmstadt 1971.
- Spielmannsepen. II. Sankt Oswald und Orendel. Salman und Morolf. Texte, Nacherzählungen, Anmerkungen und Worterklärungen. (Hrsg. mit Hans Pörnbacher). Wiss. Buchges., Darmstadt 1976.
- Spielmannsepen. I. König Rother. Herzog Ernst. (Hrsg. mit Hans und Irmtraud Pörnbacher). Wiss. Buchges., Darmstadt 1984.
- „Rede und meine.“ Aufsätze und Vorträge zur deutschen Literatur des Mittelalters von Walter Johannes Schröder. Hrsg. von Gisela Hollandt und Rudolf Voss in Zusammenarbeit mit Wolfgang Kleiber. Böhlau, Köln und Wien 1978, ISBN 3-412-03178-X.

Nachweis von Publikationen
- Bibliographie in: „Rede und meine.“ Aufsätze und Vorträge zur deutschen Literatur des Mittelalters von Walter Johannes Schröder.  [zum 68. Geburtstag des Verfassers am 12. Mai 1978] Hrsg. von Gisela Hollandt und Rudolf Voss in Zusammenarbeit mit Wolfgang Kleiber. Köln und Wien 1978, ISBN 3-412-03178-X, S. 417–420.